# 錫卡

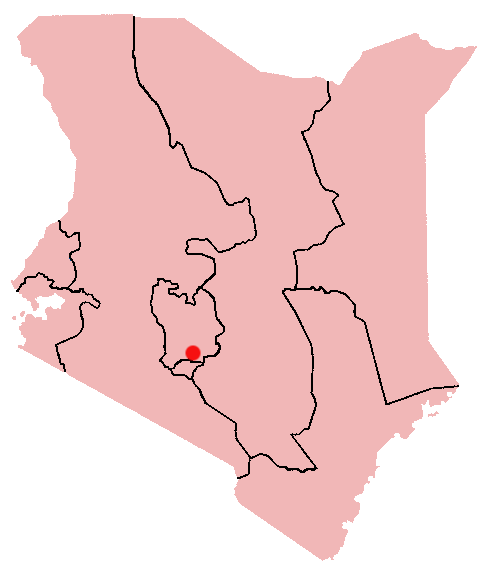

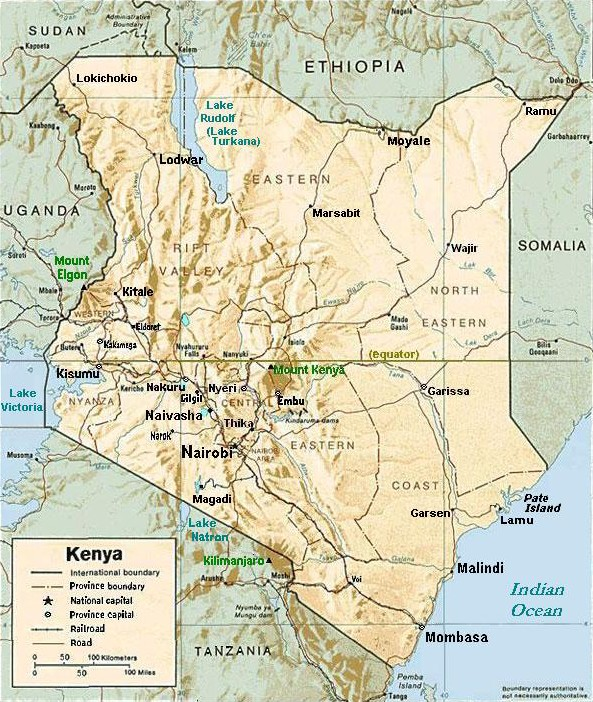

錫卡是東非國家肯雅的城鎮，由中部省負責管轄，位於首都奈羅比東北40公里，海拔高度1,631米，主要經濟活動是農產品加工、紡織、工業、服務業，人口估計約200,000。

## 外部連結
- MSN Map

01°03′S 37°05′E / 1.050°S 37.083°E